# Allobodilus notabilis
Allobodilus notabilis är en skalbaggsart som beskrevs av Rudolph Petrovitz 1963. Allobodilus notabilis ingår i släktet Allobodilus och familjen Aphodiidae. Inga underarter finns listade i Catalogue of Life.